# Milkrun-Konzept
Das Milkrun-Konzept oder Milchflaschenkonzept ist ein Konzept der Beschaffungslogistik, Produktionslogistik und Distributionslogistik, um Material bedarfsgerecht innerbetrieblich und überbetrieblich bereitzustellen.

## Historischer Ursprung
Als Vorbild diente der traditionelle Milchjunge in den USA und England, der eine Milchflasche nur dann bereitstellte, wenn er eine leere Flasche mitnehmen konnte. So konnte sichergestellt werden, dass nie zu viel Milch im Haus war und schlecht werden konnte.

## Grundidee
Das Konzept beruht auf der Grundidee, dass nur das Material in der Menge wieder aufgefüllt wird, wie es verbraucht worden ist. Die Losgröße wird hierzu einmalig festgelegt (eine Milchflasche) und gegebenenfalls durch Signalkarten (Kanban) gesteuert. Der Wiederbeschaffungszyklus und die Route sind ebenfalls im Vorfeld festgelegt (ähnlich einem Busfahrplan).
Es sind zwei Arten von milkrun zu unterscheiden:
- Bei einem innerbetrieblichen milkrun werden die Güter meist von einer Quelle (Supermarkt) an verschiedene Senken (zum Beispiel Fertigungslinien) transportiert.
- Bei einem überbetrieblichen milkrun werden die Materialien von verschiedenen Quellen (Lieferanten) zu einer Senke (Wareneingang des Produzenten) transportiert.

Durch die Fixierung von Losgrößen, Routen (meist Minimalnetze) und Fahrplänen wird versucht, die Komplexität im Beschaffungsprozess zu reduzieren, die Auslastung zu steigern und somit (Transport-)Kosten zu senken. „Durch Anwendung dieses neuen Konzeptes können die Transportkosten um durchschnittlich 30 Prozent gesenkt werden.“

## Abgrenzung zu anderen Konzepten der Beschaffungslogistik
Das Konzept des Gebietsspediteurs beinhaltet nicht die Steuerung der Wiederbeschaffungsmenge, die auf der Leermenge des vorherigen Zyklus beruht.
Im Gegensatz zum Sammelgut-Konzept, bei dem mit Vor- und Hauptlauf gearbeitet wird, findet beim Milkrun-Konzept keine Waren-Konsolidierung in Umschlagpunkten statt. Über eine geschickte Wahl der Rundtouren wird versucht, die Auslastung der Fahrzeuge zu optimieren. Mit der namensgebenden Milchflaschen-Belieferung verbindet das Konzept damit zum einen eine feste Rundtour und zum zweiten die Möglichkeit, neben Auslieferungen auch Abholungen zu kombinieren.